# Saison 2009 de l'équipe cycliste Astana
La saison 2009 de l'équipe cycliste Astana est la troisième de l'équipe. Elle participe au circuit de l'UCI ProTour. Elle ne sera plus sous licence luxembourgeoise, comme l'année précédente, mais kazakhe.
Elle verra quatre coureurs de la formation Ulan, rejoindre l'effectif. L'Espagnol, Haimar Zubeldia arrive de chez Euskaltel-Euskadi, afin d'épauler Alberto Contador, Levi Leipheimer et Andreas Klöden qui restent finalement, malgré l'arrivée du septuple vainqueur du Tour de France : Lance Armstrong qui retrouve Johan Bruyneel et son ancien coéquipier, Yaroslav Popovych qui rompt son contrat avec Silence-Lotto. Il y a donc vingt-huit cyclistes dans l'effectif de 2009.

## Préparation de la saison 2009

### Arrivées et départs
| Arrivées                 | Équipe 2008       |
| ------------------------ | ----------------- |
| Lance Armstrong          |                   |
| Valeriy Dmitriyev        | Ulan              |
| Alexsandr Dyachenko      | Ulan              |
| Jesús Hernández Blázquez |                   |
| Yaroslav Popovych        | Silence-Lotto     |
| Bolat Raimbekov          | Ulan              |
| Sergey Renev             | Ulan              |
| Haimar Zubeldia          | Euskaltel-Euskadi |

| Départs          | Équipe 2009             |
| ---------------- | ----------------------- |
| Antonio Colom    | Katusha                 |
| Koen de Kort     | Skil-Shimano            |
| Thomas Frei      | BMC Racing              |
| René Haselbacher | Vorarlberg-Corratec     |
| Sergueï Ivanov   | Katusha                 |
| Benoît Joachim   | Continental Differdange |
| Aaron Kemps      | Rock Racing             |
| Julien Mazet     | Auber 93                |
| Andrey Mizourov  | Petrochemical Tabriz    |
| Sergueï Yakovlev |                         |

## Coureurs et encadrement technique

### Effectif
| Cycliste                 | Date de naissance | Nationalité | Équipe 2008          |
| ------------------------ | ----------------- | ----------- | -------------------- |
| Lance Armstrong          | 18 septembre 1971 | États-Unis  |                      |
| Assan Bazayev            | 22 février 1981   | Kazakhstan  | Astana               |
| Janez Brajkovič          | 18 décembre 1983  | Slovénie    | Astana               |
| Alberto Contador         | 6 décembre 1982   | Espagne     | Astana               |
| Valeriy Dmitriyev        | 10 octobre 1984   | Kazakhstan  | Ulan                 |
| Alexsandr Dyachenko      | 17 octobre 1983   | Kazakhstan  | Ulan                 |
| Jesús Hernández Blázquez | 28 septembre 1981 | Espagne     |                      |
| Christopher Horner       | 23 octobre 1971   | États-Unis  | Astana               |
| Maxim Iglinskiy          | 18 avril 1981     | Kazakhstan  | Astana               |
| Roman Kireyev            | 14 février 1987   | Kazakhstan  | Astana               |
| Andreas Klöden           | 22 juin 1975      | Allemagne   | Astana               |
| Berik Kupeshov           | 30 janvier 1987   | Kazakhstan  | Astana               |
| Levi Leipheimer          | 24 octobre 1973   | États-Unis  | Astana               |
| Steve Morabito           | 30 janvier 1983   | Suisse      | Astana               |
| Dmitriy Muravyev         | 2 novembre 1979   | Kazakhstan  | Astana               |
| Daniel Navarro           | 18 juillet 1983   | Espagne     | Astana               |
| Benjamín Noval           | 23 janvier 1979   | Espagne     | Astana               |
| Sérgio Paulinho          | 26 mars 1980      | Portugal    | Astana               |
| Yaroslav Popovych        | 4 janvier 1980    | Ukraine     | Silence-Lotto        |
| Bolat Raimbekov          | 25 décembre 1986  | Kazakhstan  | Ulan                 |
| Grégory Rast             | 17 novembre 1980  | Suisse      | Astana               |
| Sergey Renev             | 3 février 1985    | Kazakhstan  | Ulan                 |
| José Luis Rubiera        | 27 janvier 1973   | Espagne     | Astana               |
| Michael Schär            | 29 septembre 1986 | Suisse      | Astana               |
| Tomas Vaitkus            | 4 février 1982    | Lituanie    | Astana               |
| Alexandre Vinokourov     | 16 septembre 1973 | Kazakhstan  | Retour de suspension |
| Andrey Zeits             | 14 décembre 1986  | Kazakhstan  | Astana               |
| Haimar Zubeldia          | 1er avril 1977    | Espagne     | Euskaltel-Euskadi    |

## Bilan de la saison

### Victoires
| Date       | Course                                         | Pays       | Classe | Vainqueur            |
| ---------- | ---------------------------------------------- | ---------- | ------ | -------------------- |
| 21/02/2009 | 6e étape du Tour de Californie                 | États-Unis | 2.HC   | Levi Leipheimer      |
| 21/02/2009 | 4e étape du Tour de l'Algarve                  | Portugal   | 2.1    | Alberto Contador     |
| 22/02/2009 | Classement général du Tour de Californie       | États-Unis | 2.HC   | Levi Leipheimer      |
| 22/02/2009 | Classement général du Tour de l'Algarve        | Portugal   | 2.1    | Alberto Contador     |
| 08/03/2009 | 1re étape de Paris-Nice                        | France     | HIS    | Alberto Contador     |
| 13/03/2009 | 6e étape de Paris-Nice                         | France     | HIS    | Alberto Contador     |
| 15/03/2009 | 5e étape de Tirreno-Adriatico                  | Italie     | HIS    | Andreas Klöden       |
| 24/03/2009 | 2e étape du Tour de Castille et Léon           | Espagne    | 2.1    | Levi Leipheimer      |
| 27/03/2009 | Classement général du Tour de Castille et Léon | Espagne    | 2.1    | Levi Leipheimer      |
| 08/04/2009 | 3e étape du Tour du Pays basque                | Espagne    | PT     | Alberto Contador     |
| 11/04/2009 | 6e étape du Tour du Pays basque                | Espagne    | PT     | Alberto Contador     |
| 11/04/2009 | Classement général du Tour du Pays basque      | Espagne    | PT     | Alberto Contador     |
| 22/04/2009 | 1re étape du Tour du Trentin                   | Italie     | 2.1    | Andreas Klöden       |
| 03/06/2009 | Prologue du Tour de Luxembourg                 | Luxembourg | 2.HC   | Grégory Rast         |
| 26/06/2009 | Championnat d'Espagne du contre-la-montre      | Espagne    | CN     | Alberto Contador     |
| 26/06/2009 | Championnat de Slovénie du contre-la-montre    | Slovénie   | CN     | Janez Brajkovič      |
| 07/07/2009 | 4e étape du Tour de France                     | France     | HIS    | Astana               |
| 19/07/2009 | 15e étape du Tour de France                    | France     | HIS    | Alberto Contador     |
| 23/07/2009 | 18e étape du Tour de France                    | France     | HIS    | Alberto Contador     |
| 26/07/2009 | Classement général du Tour de France           | France     | HIS    | Alberto Contador     |
| 18/10/2009 | Chrono des Nations-Les Herbiers-Vendée         | France     | 1.1    | Alexandre Vinokourov |

### Résultats sur les courses majeures
Les tableaux suivants représentent les résultats de l'équipe dans les principales courses du calendrier international (les cinq classiques majeures et les trois grands tours). Pour chaque épreuve est indiqué le meilleur coureur de l'équipe, son classement ainsi que les accessits glanés par Astana sur les courses de trois semaines.

#### Classiques
| Classique            | Milan-San Remo      | Tour des Flandres   | Paris-Roubaix      | Liège-Bastogne-Liège  | Tour de Lombardie         |
| -------------------- | ------------------- | ------------------- | ------------------ | --------------------- | ------------------------- |
| Coureur (classement) | Assan Bazayev (16e) | Assan Bazayev (26e) | Grégory Rast (33e) | Maxim Iglinskiy (22e) | Alexandre Vinokourov (7e) |

#### Grands tours
| Grand tour           | Tour d'Italie                    | Tour de France | Tour d'Espagne       |
| -------------------- | -------------------------------- | --- | -------------------- |
| Coureur (classement) | Levi Leipheimer (4e)             | Alberto Contador (1er) | Daniel Navarro (13e) |
| Accessits            | Classement par équipes aux temps | 3 victoires d'étapes (Contre-la-montre par équipe et Alberto Contador (2)), classement par équipes et classement général (Alberto Contador) | -                    |

### Classement UCI
L'équipe Astana termine à la première place du Calendrier mondial avec 1 100 points. Ce total est obtenu par l'addition des points des cinq meilleurs coureurs de l'équipe au classement individuel que sont Alberto Contador, 1er avec 527 points, Andreas Klöden, 13e avec 232 points, Lance Armstrong, 31e avec 150 points, Haimar Zubeldia, 44e avec 112 points, et Levi Leipheimer, 63e avec 79 points.
| Rang | Coureur                  | Points |
| ---- | ------------------------ | ------ |
| 1    | Alberto Contador         | 527    |
| 13   | Andreas Klöden           | 232    |
| 31   | Lance Armstrong          | 150    |
| 44   | Haimar Zubeldia          | 112    |
| 63   | Levi Leipheimer          | 79     |
| 104  | Alexandre Vinokourov     | 32     |
| 110  | Alexsandr Dyachenko      | 30     |
| 121  | Daniel Navarro           | 22     |
| 139  | Yaroslav Popovych        | 16     |
| 143  | Maxim Iglinskiy          | 15     |
| 176  | Janez Brajkovič          | 8      |
| 207  | Jesús Hernández Blázquez | 4      |
| 229  | Assan Bazayev            | 2      |
| 236  | Grégory Rast             | 2      |